# Maison à vaisselle cassée
La maison à vaisselle cassée appelée aussi maison aux papillons est une maison située dans la rue du Bal-Champêtre à Louviers, dans le département de l'Eure.

## Description
La maison est entièrement décorée de vaisselle cassée et de coquillages par Robert Vasseur (1908-2002), un livreur de lait.
Il s'installe dans la maison en 1948 et commence à la décorer de céramiques en 1952. Il demandait à un éboueur de mettre de côté les débris de vaisselle. Sur le mur, on peut remarquer un immense papillon.
Dans la cour se trouve une fontaine tournante ; même la niche du chien est décorée.
À l'intérieur de la maison, murs et plafonds sont également ornés.